# Gustavia longipetiolata
Gustavia longipetiolata är en tvåhjärtbladig växtart som beskrevs av Huber. Gustavia longipetiolata ingår i släktet Gustavia och familjen Lecythidaceae. Inga underarter finns listade i Catalogue of Life.